# Direction du matériel des armées
La Direction du matériel des Armées sénégalaises est une des directions des services spécialisés mises pour emploi auprès du Chef d’État major Général des Armées. Elle a pour devise: "Combattre à tout moment et en tout lieu".

## Historique
La Direction du Matériel a pour ancêtre la Direction de l’Artillerie créée en 1945 et qui se trouvait au quartier Joffre (actuelle Ambassade de France).
Elle comprenait déjà les ateliers du 2e et 3e degré (automobile) respectivement installés à l’avenue Gambetta (aujourd’hui avenue Lamine Guèye) et à l’avenue Borgnis-Desborgnes (actuelle avenue des Jambars).
Fin 1951, la 8e compagnie des ouvriers de l’Artillerie s’installait au camp Lemonnier sur la route de Rufisque où étaient précédemment entreposées les munitions de l’Armée Navale. Elle devenait par la suite la compagnie coloniale du service du matériel (C.C.M) responsable de la gestion des effectifs de toute l’Afrique Occidentale Française.
Cependant avec l’accroissement des moyens et des matériels, les parcs de l’Artillerie se transformaient en Établissement, les Directions de l’Artillerie devenaient ainsi Service du Matériel et des Bâtiments. (S.M.B).

## Missions
La Direction du Matériel des Armées assure :
- l’approvisionnement en matériels automobiles, en matériels engins blindés, en matériels armement, en matériels optiques et de largage, en munitions et artifices, en carburant et ingrédients.
- le stockage, la distribution et le maintien en condition de ces matériels.
- la gestion de ses personnels spécialistes en liaison avec l’État-Major Général des Armées.
- le commandement des formations placées sous son autorité.

En outre, elle participe aux études relatives à l’équipement et au soutien des Armées.
FATA GYTR GTF JY JJG FRR

## Organisation
La Direction du Matériel comprend :
- Une Direction du Matériel avec trois divisions :
  - une division des Ressources Humaines
  - une division Administration et Technique
  - une division Budget Finance
- Un Établissement Central d'Approvisionnement et de Stockage du Matériel(ECASM)
- Un Bataillon du Matériel(BATMAT)
- Un Établissement de Réparation et de Rénovation du matériel des armées(ERRM)

## Les directeurs du Matériel
- Colonel Mamadou Ndiaye (du 01/07/72 au 30/06/73)
- Colonel Bilal Faye du (01/07/73 au 30/06/77)
- Colonel Mamadou Wade (du 01/07/77 au 31/08/80)
- Colonel Jean-Pierre Dumont (du 01/09/80 au 30/09/84)
- Colonel Lamine Diedhiou (du 01/10/84 au 31/01/92)
- Colonel Ibrahima Ndiaye (du 01/02/92 au 31/01/98)
- Colonel Oumar Niang (du 01/02/98 au 31/12/00)
- Colonel Boubacar Dembele (du 01/01/01 au 7 mai 2004)
- Colonel Abdoulaye Badiane (du 7 mai 2004 au 31 décembre 2009l
- Colonel Barthelemy Diouf  (depuis le 1er janvier 2010 )
- Colonel Amadou Sy FALL